# Zazes
Els zazes, a vegades també anomenats dimilis i, erròniament, alevis o kizilbaixis, són un poble iranià que viu a Turquia, a la part oriental d'Anatòlia (províncies d'Adıyaman, Aksaray, Batman, Bingöl, Diyarbakır, Elazığ, Erzurum, Erzincan, Kars, Malatya, Muş, Şanlıurfa, Sivas i Tunceli). Els zazes parlen zazaqui. La cultura zaza mostra trets similars a altres grups ètnics iranians com els goranis, els lorans, els paixtus, els gilakis, els mazandaranis, els perses o altres. Els zazes són considerats un grup ètnic separat, però avui dia molts els consideren kurds, especialment els del sud, que són majoritàriament musulmans sunnites. El seu nombre no es coneix, però es calcula entre no menys d'un milió i no més de cinc milions.

## Etimologia
El nom zaza es creu que fou inicialment un nom pejoratiu per indicar «els que parlen una llengua diferent» (com el terme «bàrbar» entre els grecs antics), i en aquest sentit originalment els zazes no s'anomenarien així a ells mateixos, tot i que actualment sí que empren el terme per definir-se. Els sunnites anomenen la seva llengua dimli, potser en referència a un possible origen geogràfic a la regió del Daylam, mentre que els alevites l'anomenen kirmanjki o zine (‘llengua nostra’).

## Origen
L'estudi de la llengua mostra que haurien emigrat fa uns dos mil anys de les terres de la riba sud de la mar Càspia. En aquest sentit, alguns zazes es refereixen a si mateixos com dimli o dimilis, terme derivat de daylamí que faria referència a un origen al Daylam o a Gilan. Algunes llengües iranianes que encara es parlen al sud de la mar Càspia (sangsari, mazandarani, tati o herzendi, semnani i taleshi) i totes són gramaticalment properes del zaza. El lingüista alemany Paul Ludwig considera que el zaza és molt proper a la llengua dels parts.

## Religió
Vora la meitat dels zazes són alevis i la resta, sunnites, predominant els primers a les regions septentrionals, mentre que els sunnites predominen a les regions del sud. Abans de ser musulmans se suposa que eren zoroastrians.

## Història
El 1917 alguns zazes es van revoltar i utilitzaven banderes vermelles que es posaven al cap per lluitar a manera de turbant. Com que molts eren alevis, que a Pèrsia són anomenats kizilbaixis, ‘caps vermells’, el nom kizilbaixis es va generalitzar. El 1920-1921 Ismail Aga va dirigir la revolta dels zazes a la regió de Koçgiri, prop de Sivas, que fou reprimida amb violència (20.000 morts). Durant aquesta revolta es va crear (1921) la bandera vermella amb una «Z» estilitzada blanca que era un disseny tradicional als vestits dels zazes. El 1923 la seva llengua fou prohibida i el 1925 els líders zazes foren executats.
Els zazes es van revoltar diverses vegades més: el 1934 a la regió de Dersim (Tunceli), dirigits per Koç Asıretı; el 1937-1938 a la mateixa regió, dirigits per Seyit Rıza (que fou executat); el 1978 a Marash, dirigits per Halil Öztoprak; el 1979 a la regió de Sivas; i el 1980 a Tchorum.
Als anys noranta van sorgir alguns grups reclamant el reconeixement nacional i es van proposar noves banderes nacionals, però molts zazes s'han identificat amb els kurds.
Zaza Press, que es qualifica de «veu del poble zaza», només reconeix com a bandera nacional la històrica de 1921. El seu territori és anomenat Zazaistan i té centre a Dersim.